# Hallunda kulturstig

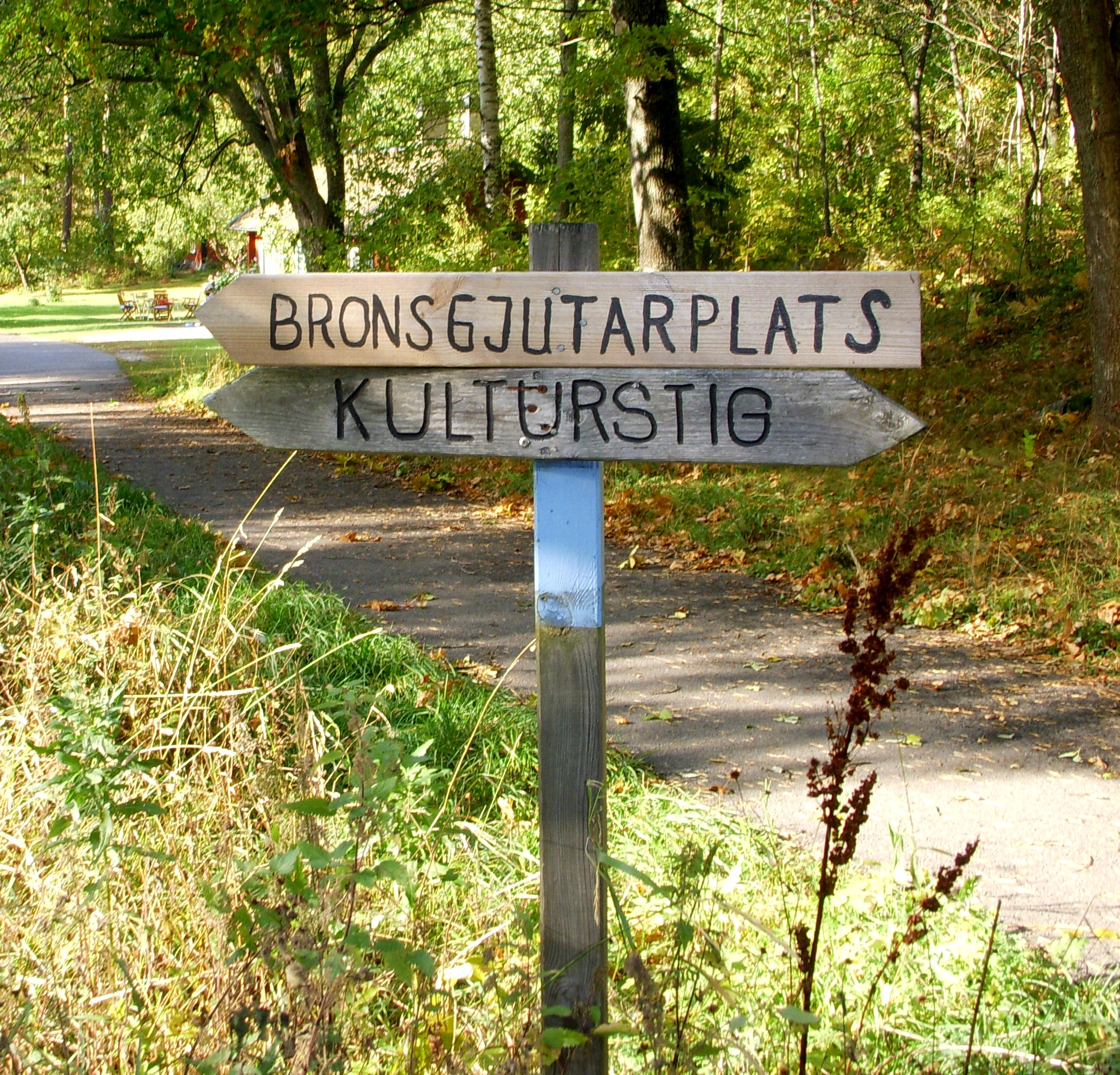
Hallunda kulturstig vid bronsgjutarplatsen

Hallunda kulturstig är en natur- och kulturstig i Botkyrka kommun som sträcker sig mellan Slagsta hällristning i öst till Norsborgs herrgård och Hundhamras fornborg i väst. Kulturstigen är 4,5 kilometer lång och längs med den finns informationstavlor som berättar om tretton historiska platser. 

## Historiska platser längs kulturstigen i urval

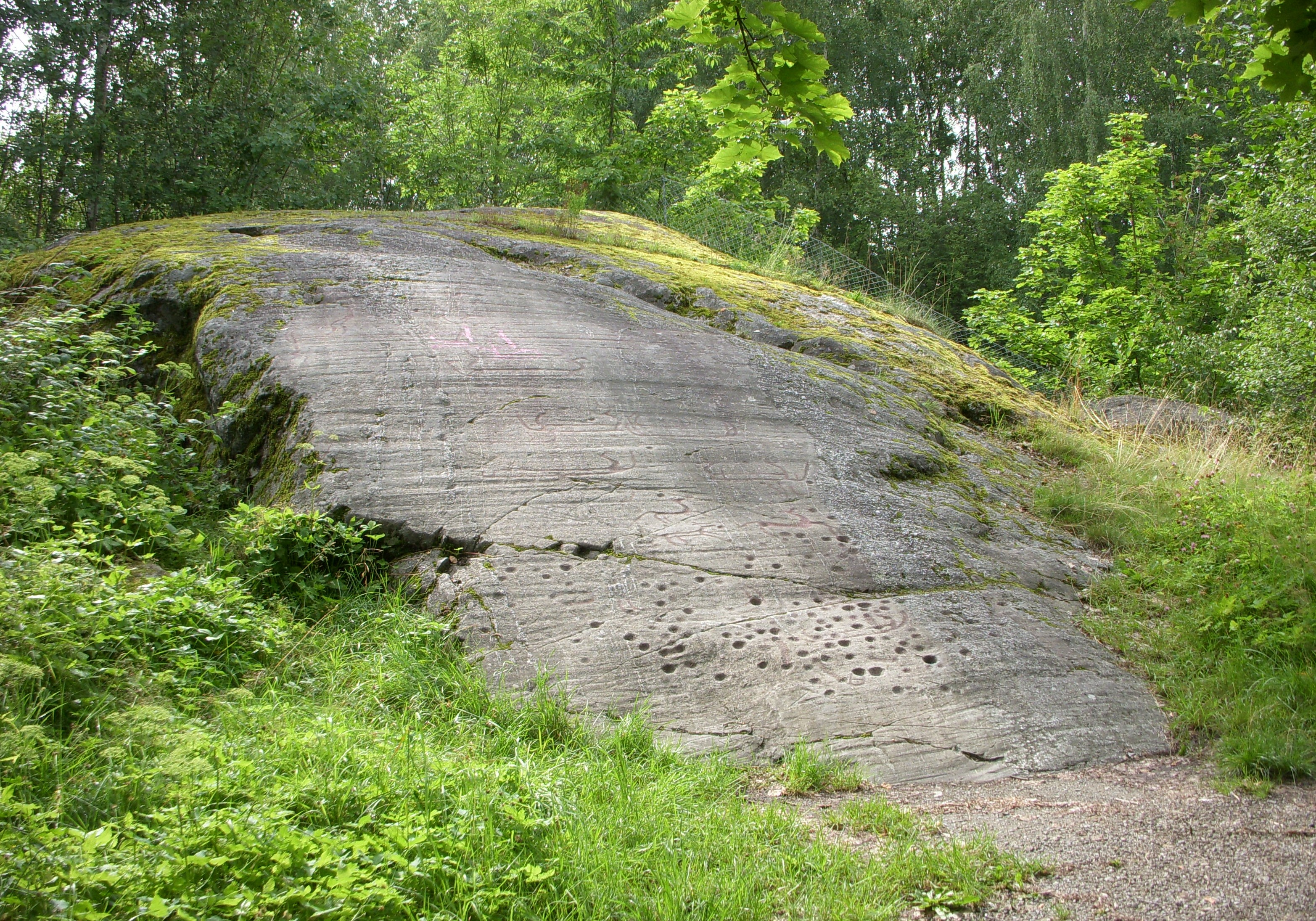
Slagsta hällristning

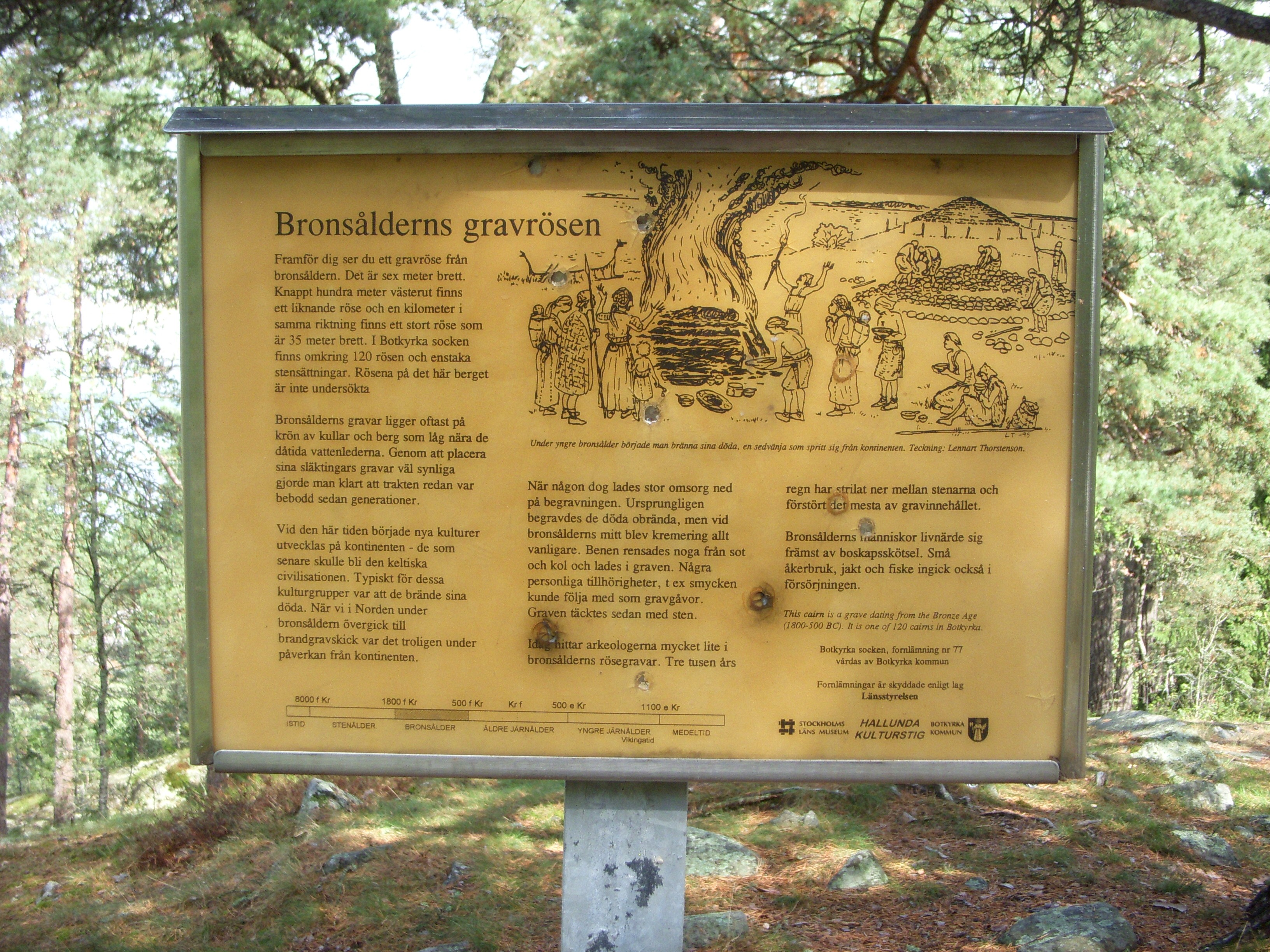
Gravröse vid Slagsta gård

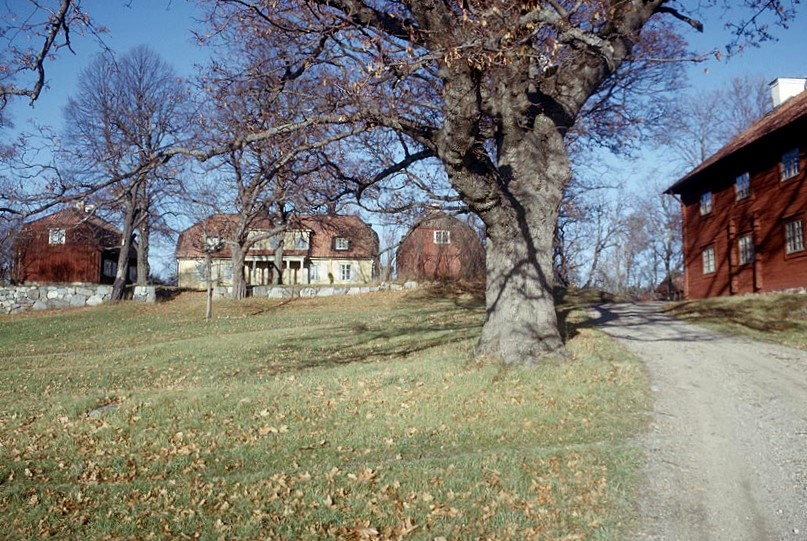
Hallunda gård 1964

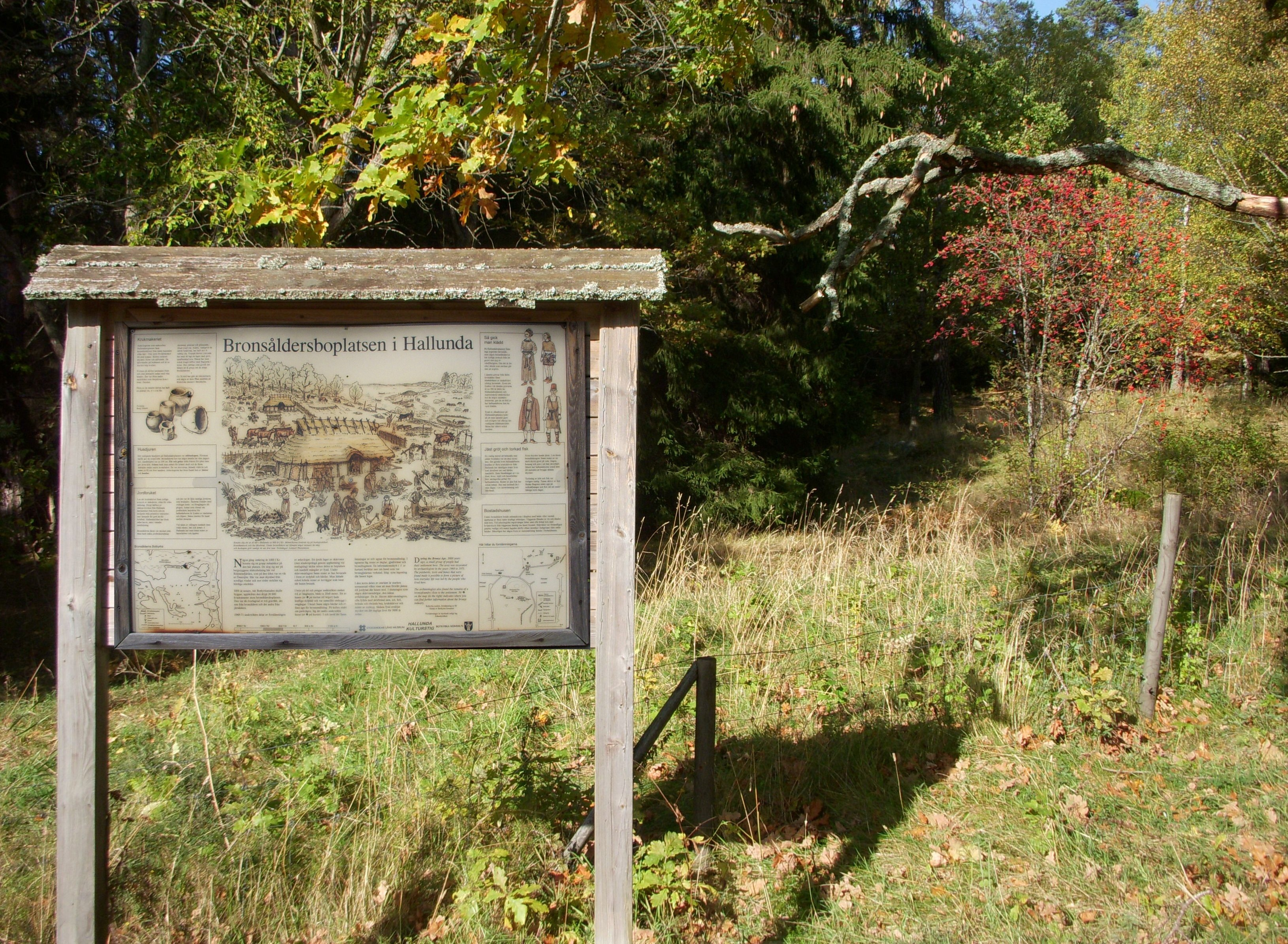
Bronsåldersboplatsen

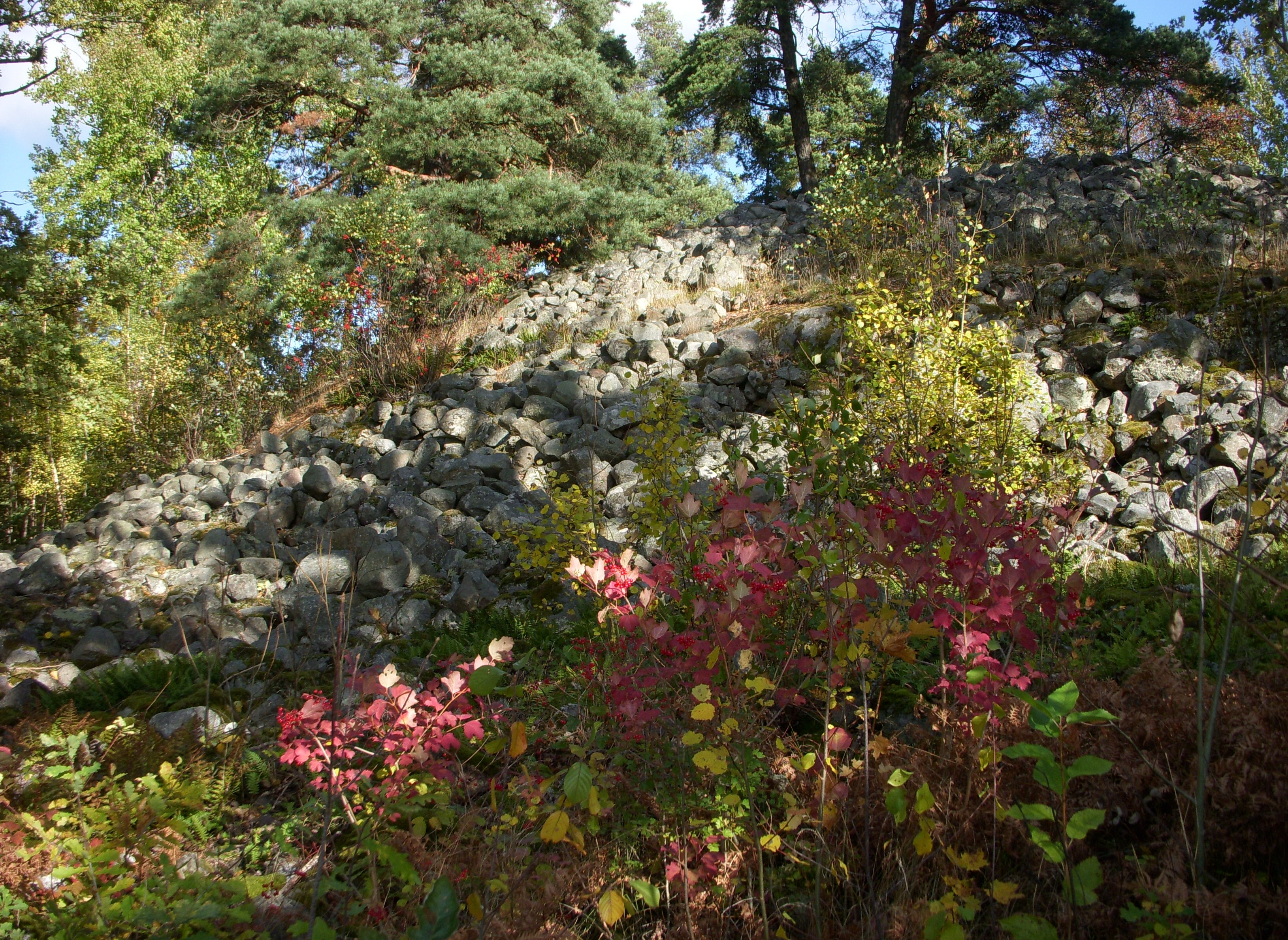
Hallundaröset vid Hallunda gård

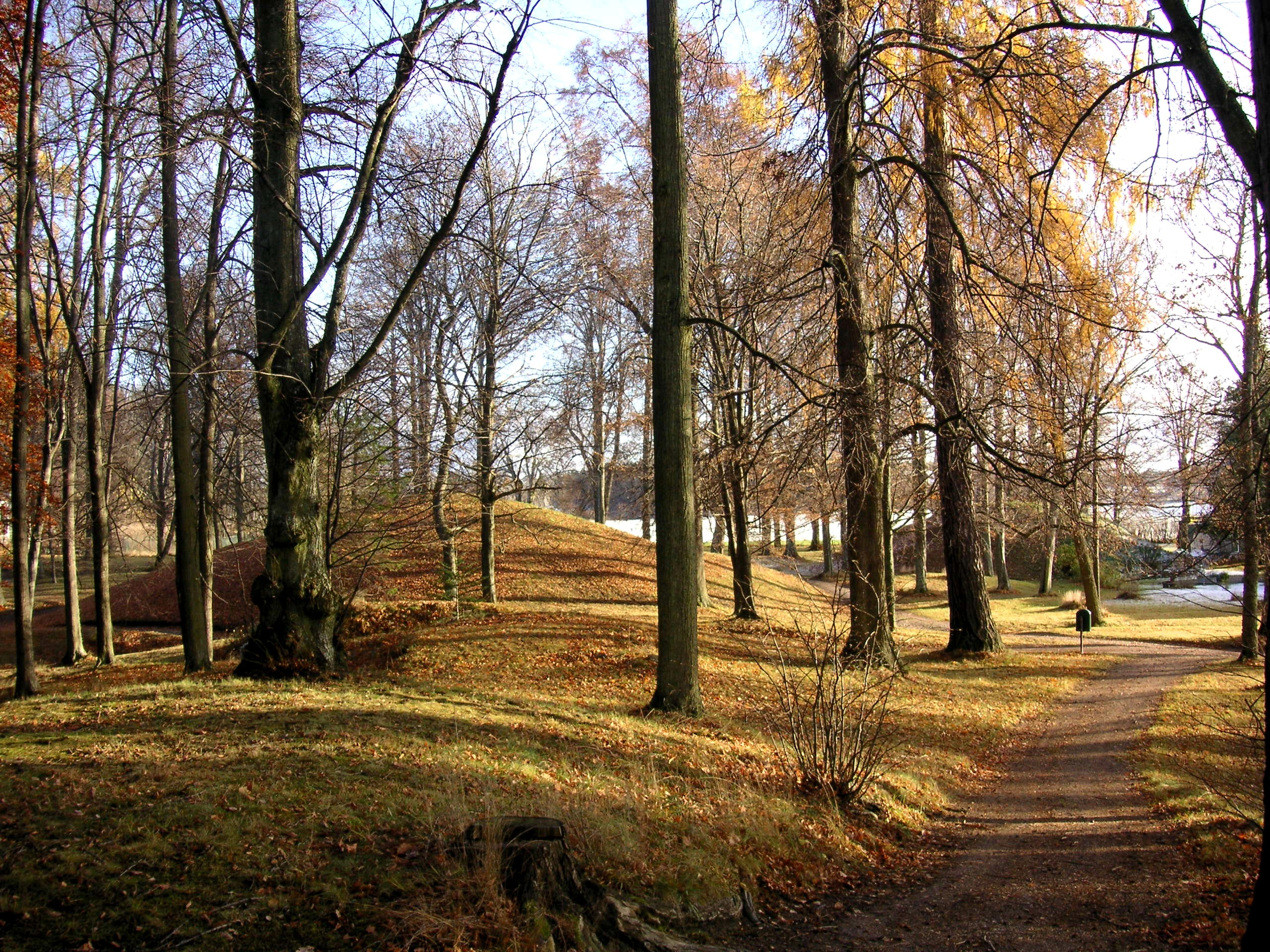
Gravfält vid Norsborgs herrgård

### Slagsta hällristning
Slagsta hällristning, som är Stockholms läns största, är från bronsåldern och består av 17 skepp, tre djurfigurer, en fotsula, 2-3 obestämbara figurer, cirka 170 skålgropar samt en människofigur. Människofiguren har karakteristiskt utformade ben med kraftiga vader. Under densamma finns ett grunt ristat skepp avbildat. Den totala bearbetade ytan är 4,8 x 3,3 meter. Slagstaristningen upptäcktes 13 september 1971 av en slump när den hamnade mitt i vägbygget för Botkyrkaleden.

### Slagsta gård
Slagsta gård har anor ända från 1300-talet. Slagsta gård blev säteri på 1650-talet, då bodde landshövding Frans Crusebjörn tillsammans med sin hustru Gunilla Rosenstjerna på egendomen. Dagens huvudbyggnad av sten med sin ljusgula putsade fasad uppfördes av brukspatron Frans Adam Björling på 1850-talet. Husets enkla form är ett exempel på senempirens byggnadsstil. Idag används Slagsta gård som skoldaghem och som förenings- och fritidslokaler.

### Bronsåldersgravrösen
Strax nordväst om Slagsta gård ligger ett gravröse från bronsåldern. Det är placerat på krönet av berget och har en diameter på cirka sex meter. Ett knappt hundratal meter västerut finns ytterligare ett liknande röse. Rösena är inte arkeologiskt undersökta. Genom att placera gravplatserna väl synliga på bergskrön signalerade man att trakten var bebodd sedan generationer.
Cirka en kilometer västerut nära Hallunda gård finns det monumentala Hallundaröset som är hela 35 meter i diameter och sex meter högt. I Botkyrka kommun finns omkring 120 rösen och enstaka gravsättningar.

### Hallunda gård
Hallunda gård är en privatägd egendom från 1700-talet. I mitten av 1700-talet uppfördes den nuvarande gårdsanläggningen. Vid samma tid revs troligen den västra gårdens byggnader, medan den östra gårdens huvudbyggnad bevarades. Under 1700-talets senare del anlades en engelsk park bakom gården och där byggdes i början av 1800-talet ett litet lusthus med kolonnfasad. Ekonomibyggnaderna med bland annat vagnslider och trädgårdsmagasin tillkom förmodligen i början av 1800-talet. På 1830-talet uppfördes en kvarn på den högsta platsen mot Mälaren. Kvarnen revs på 1880-talet, men 1935 uppsattes en ny kvarn på samma plats. Huvudbyggnaden inreddes i sengustaviansk stil med bland annat dekorerade kakelugnar och målade väggfält. 
Enligt traditionen planlades mordet på Gustav III på gården vid en julmiddag 1791. Carl Fredrik Ehrensvärd, vars far ägde Hallunda gård, var inblandad i mordet. Intill gården finns ett stort gravfält från järnåldern.

### Bronsåldersboplatsen i Hallunda
Hallundaboplatsen härstammar från yngre bronsåldern, cirka 1000-900 f.Kr. Bronsåldersboplatsen i Hallunda är unik och upptäcktes i samband med en arkeologisk undersökning av ett gravfält i närheten. Totalt sett omfattar Hallundaboplatsen ungefär två ha land, endast en liten del är utgrävd. Åren 1969-1971 undersöktes delar av fornlämningen av arkeologer. Boplatsen var täckt med ett tjockt lager av skärvsten. Under lagret fanns rester av hus i form av stolphål och härdar. 
Boplatsens storlek och mängden fynd tyder på att ett större samhälle har funnits här. Ett av Hallundas unika inslag är bronsgjutarnas plats. Arkeologer fann rester av 12 små ugnar utanför och inom ett verkstadshus (ett 8 x 20 meter stort långhus). Husets väggar hade klätts med lera och utanför fanns terrasser där marken sluttade. Intill ugnarna fanns deglar och degelfragment samt trasiga gjutformar. Gjutformarna visar att man gjutit svärd och spjutspetsar, holkyxor och ringar. 
Runt boplatsen finns både gravfält och gravrösen av varierande ålder. Det största röset ligger intill gångvägen längs med Mälarstranden och har en diameter av 35 meter. Röset tillhör troligen äldre delen av bronsåldern.

### Norsborgs vattenverk
Norsborgs vattenverk togs i bruk år 1904 och blev efterföljaren till Årstaverken vid Årstaviken. Efter flera utbyggnader är det Stockholmsregionens största vattenverk som förser elva kommuner med dricksvatten. Vattenverket drivs av Stockholm Vatten. Huvuddelen av vattnet tas från Mälaren på elva meters djup. Den årliga produktionen ligger på drygt 80 miljoner m³ (2008). Reservvattentäkt är den närbelägna Bornsjön. Två stålrör med vardera 1000 respektive 700 mm i diameter för vattnet in till centrala Stockholm.

### Norsborgs herrgård
Norsborgs herrgård ligger i gamla Norsborg vid Mälaren. Gården uppfördes i slutet av 1700-talet av Johan Liljencrantz, som även ägde Slagsta gård och som tidigare uppfört huvudbyggnaden på Sturehovs slott. Liljencrantz var tidigare finansminister hos Gustav III, och också ägare av Mariebergs porslinsfabrik. Området där gården byggdes kallades tidigare Borg. Eftersom Liljencrantz dåvarande fru hette Eleonora, kallad Nora, blev gården kallad Noras borg och sedermera alltså Norsborg. Man antar att gården ritats av arkitekten Olof Tempelman, men inga ritningar finns bevarade. 

### Hundhamras fornborg och gravhögar
Hundhamras fornborg ligger cirka 500 meter syd om Norsborgs herrgård. Fornborgen hörde förmodligen till gården Hundhamra (Hundhammar), ungefär 700 år e.Kr. Läget vid Mälaren var väl valt, här fanns under forntiden viktiga farleder. Vattennivån var under 700-talet beroende på den postglaciala landhöjningen cirka fem meter högre än idag, det innebär att borgen var omgiven av vatten på tre sidor och därmed lätt att försvara. 
Om mäktiga män vittnar också de stora gravhögarna på gravfältet norr om Norsborgs herrgård. I en av högarna, som undersöktes år 1939, hittades fragment i guld från ett av Nordens praktfullaste svärd från 600-talet.

## Nya kulturstigar
Hallunda kulturstig har till stora delar ersatts av tre nya kulturstigar, kallade "kulturspår", som Botkyrka kommun i samarbete med Stockholms läns museum har arbetat fram och som invigdes år 2013. De nya kulturstigarna heter (från öst till väst):
- Kulturspår Fittja[4]
- Kulturspår Hallunda[5]
- Kulturspår Norsborg[6]